# Baby It's Ok
"Baby It's Ok" este un single al trupei Follow Your Instinct în colaborare cu Alexandra Stan. Proiectul este format din doi artiști americani și unul german și s-a bucurat de reacții bune iar piesa "Baby, It's ok" a intrat foarte repede pe primul loc in iTunes.

## Videoclip
Videoclipul a fost filmat pe o plajă din Marabella  și a fost încărcat pe site-ul YouTube pe 16 august 2013., în prezent având peste 1.000.000 de vizualizări.

## Topuri
| Grafic 2013                | Poziția |
| -------------------------- | ------- |
| Austria (Austria Top 40)   | 31      |
| Elveția                    | 44      |
| Germania (German Top 40)   | 17      |
| România (Romanian Top 100) | 98      |

## Lansări
| Țara    | Data           | Format           | Casă discuri |
| ------- | -------------- | ---------------- | ------------ |
| România | 16 august 2013 | Digital Download | Cat Music    |